# Universitatea Paris-Sorbonne
Universitatea Paris-Sorbonne a fost o universitate publică de cercetare din Paris, care a funcționat între 1971 și 2017.
În 2018, a fuzionat cu Universitatea Pierre-et-Marie-Curie din Paris în noua Sorbonne Université.